# Jim Dinning
Jim Dinning, né le 4 décembre 1952 à Edmonton, est un homme d'affaires et homme politique canadien. Il fut député à l'Assemblée législative de l'Alberta (1986 à 1997) et siège actuellement au conseil exécutif de différentes entreprises canadiennes. Jim Dinning a annoncé sa candidature pour succéder à Ralph Klein en tant que chef du Parti progressiste-conservateur et Premier ministre de l'Alberta lorsque Klein démissionnera. Arrivé premier au premier tour de vote, Dinning est toutefois battu au deuxième tour par Ed Stelmach, qui partait d'une troisième position pour remporter la course face à Dinning et Ted Morton.
Dinning fait ses études en commerce à l'Université Queen's, où il obtient un baccalauréat en 1974. Il termine sa maîtrise en administration publique en 1977.
D'abord élu à l'Assemblée législative dans Calgary-Shaw lors de l'élection générale de 1986, Dinning représente la circonscription jusqu'en 1993 (de 1993 à 1997 il représente Calgary-Lougheed, qui couvre sensiblement le même territoire). Durant cette période, il occupe diverses fonctions au sein du gouvernement provincial. Il est notamment ministre de l'Éducation de 1988 à 1992 et trésorier de 1992 à 1997.
En 2002, l'Université de Calgary lui décerne un doctorat en droit honoris causa.
Jim Dinning est marié à son épouse Evelyn Main. Il a quatre enfants issus d'une union précédente : Alex, Hillary, Kate et Jackson.

## Sources
- (en) Cet article est partiellement ou en totalité issu de l’article de Wikipédia en anglais intitulé « Jim Dinning » (voir la liste des auteurs).
- (en) Biographie officielle